# Broad Cove (Trinity Bay)
Broad Cove is een gemeentevrije plaats in de Canadese provincie Newfoundland en Labrador. De plaats bevindt zich in het zuiden van het eiland Newfoundland.

## Geografie
Broad Cove ligt aan de zuidwestkust van Bay de Verde, een subschiereiland van Avalon in het zuidoosten van Newfoundland. De plaats ligt aan Dildo Arm, een zuidelijke inham van Trinity Bay. Het gehucht sluit in het noorden aan op de bebouwing van het dorp Dildo en ligt zo'n 2 km ten noorden van South Dildo. Aan de overkant van de 2,5 km brede inham waaraan de plaats ligt, is het dorp Old Shop duidelijk zichtbaar.

## Demografie
Demografisch gezien is Broad Cove, net zoals de meeste afgelegen dorpen op Newfoundland, aan het krimpen. Tussen 1991 en 2006 daalde de bevolkingsomvang van 150 naar 93. Dat komt neer op een daling van 38% in vijftien jaar tijd.
| Inwoneraantal van Broad Cove tussen 1991 en 2006 |
| ------------------------------------------------ |
|                                                  |
| Bron: Statistics Canada (1991–1996, 2001–2006)   |

Na de volkstelling van 2006 werd Broad Cove niet meer beschouwd als afzonderlijke designated place, waardoor er sindsdien geen aparte bevolkingsstatistieken meer bijgehouden worden voor het plaatsje. Broad Cove maakt tezamen met Dildo en New Harbour deel uit van een aaneengesloten bewoningskern met zo'n 1800 inwoners.